# PtERV1
PtERV1 или Pan troglodytes Endogenous Retrovirus-1 — ретровирус, который предположительно инфицировал шимпанзе около 4 миллионов лет назад, и, возможно, был вовлечен в процесс видообразования, в результате чего линии шимпанзе и человека расходятся.
Kaiser и другие предположили, что TRIM5α, возможно, играл критическую роль в системе иммунной защиты человека около 4 миллионов лет назад, когда ретровирус заражал шимпанзе. Хотя никаких следов PtERV1 в геноме человека пока не обнаружено, в геноме современных шимпанзе обнаружено около 130 следов ДНК PtERV1. После воссоздания части ретровируса PtERV1 было сообщено, что TRIM5α предотвращает проникновение вируса в клетки человека in vitro. Хотя этот механизм клеточной защиты, возможно, был очень полезен 4 миллиона лет назад при столкновении с эпидемией PtERV1, он имеет побочный эффект, так как делает клетки более восприимчивыми к атакам ретровируса ВИЧ-1. Недавно были поставлены под сомнение выводы, сделанные Kaiser и другими. Используя капсид PtERV1, который продуцирует вирусоподобные частицы с более высоким титром, Perez-Caballero и другие сообщили, что PtERV1 не ограничен ни человеком, ни шимпанзе TRIM5α.